# Karl Wilhelm Jerusalem
Karl Wilhelm Jerusalem, född den 21 mars 1747, död den 30 oktober 1772 i Wetzlar, var en tysk jurist, son till Johann Friedrich Wilhelm Jerusalem.
Efter studier i Leipzig studerade han processjuridik vid rikskammarrätten i Wetzlar. Han sköt sig där i ett anfall av svårmod till följd av olycklig kärlek till Elisabeth Herd den 29 oktober 1772. Han är förebilden till Werthers gestalt i Johann Wolfgang von Goethes ryktbara berättelse Den unge Werthers lidanden (1774).